# Gorenje Kamence
Gorenje Kamence este o localitate din comuna Novo mesto, Slovenia, cu o populație de 129 de locuitori.